# Aricanduva (distrito de Arapongas)

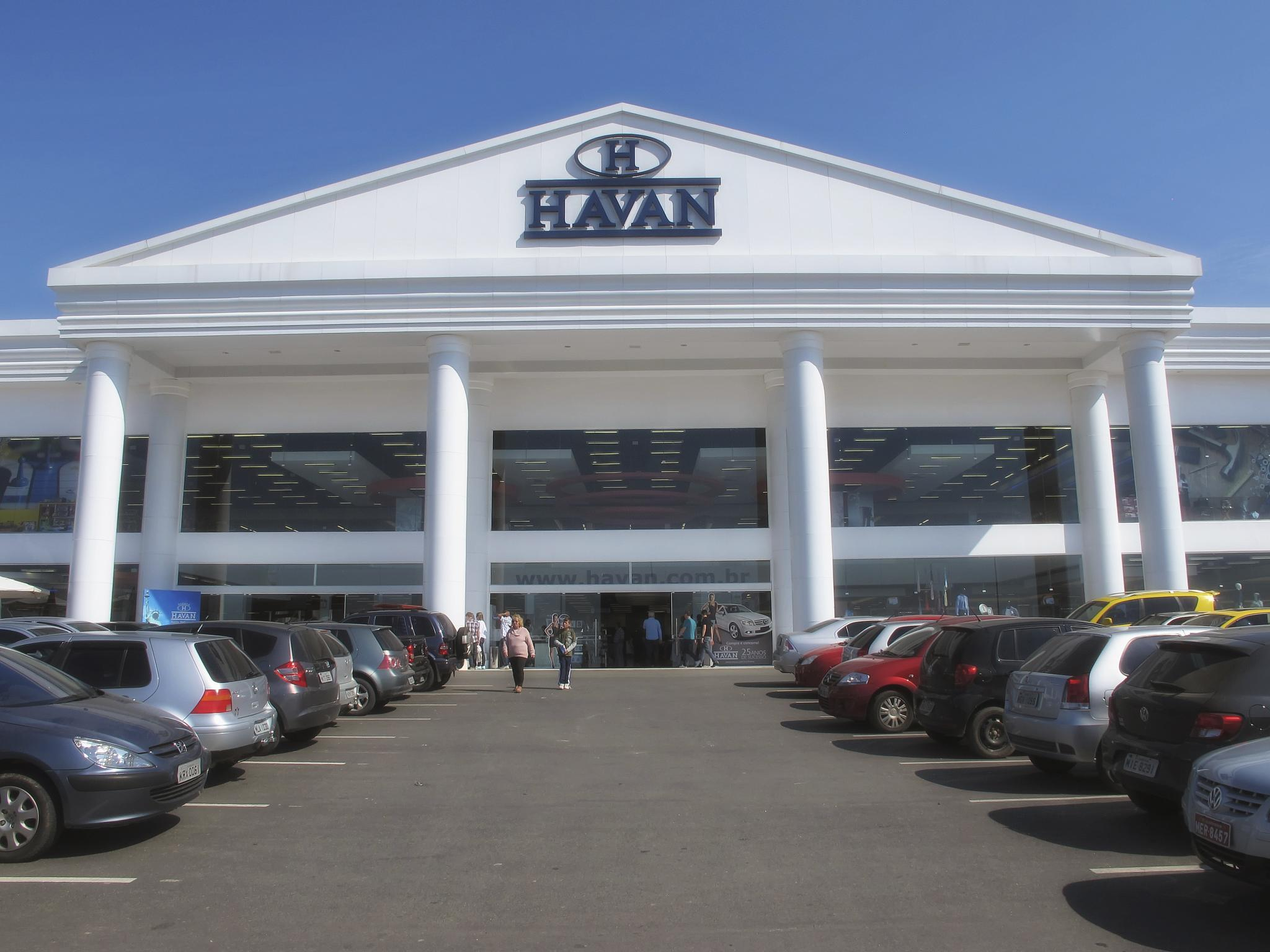
Á Havan Arapongas está localizada em Aricanduva.

Aricanduva é um distrito brasileiro no município de Arapongas, no norte do estado brasileiro do Paraná. O distrito divide Arapongas,que está ao norte de Apucarana, que está no sul.

## História
No dia 1.º de novembro de 1942, foi inaugurada o que seria um divisor de águas no até então recém-fundado território: a estação ferroviária da Aricanduva. Com 85 anos, a localidade tem personalidade própria. Com berço caingangue na sua formação e localizada na divisa com Apucarana, o distrito tem todas as ruas com nomes ligados aos indígenas, enquanto em Arapongas todas as vias públicas prestam homenagens a pássaros. Fundada em 1938 pela Companhia de Terras do Norte do Paraná, a localidade recebeu inicialmente o nome de "Itambé", em homenagem a um rio que ainda se encontra preservado até hoje. Somente dois anos depois, em 1940, que o nome foi trocado, sendo substituído pela palavra "Aricanduva", que, no tupi-guarani, significa "Terra das palmeiras doces".A mudança de nome e a palavra escolhida foram influenciadas pela grande presença de indígenas caingangues que habitavam a região. Como conta o historiador do distrito, Valter Pontim, era uma imposição da companhia: colocar os nomes dos territórios com coisas diretamente relacionadas ao local, como plantas, passarinhos e, no caso em questão, dos indígenas.Como havia muitos indígenas aqui, trocaram o nome para Aricanduva. Tinha tas nesmbém muitas palmeirasa região e os indígenas se alimentavam delas. Os indígenas ficavam na estrada de ferro e não queriam sair. Por conta disso, o governo federal criou seis reservas indígenas no Paraná e uma delas foi para esses indígenas que ficavam em Aricanduva”, assinala.De acordo com Valter Pontim, a chegada da estação, juntamente com outros marcos econômicos para o território, foi um diferencial em Aricanduva, contribuindo muito com a guinada do distrito. “Ele ajudou muito com um aquecimento logo no início do distrito. Começaram a chegar gente na década de 40, justamente por causa da chegada do trem e por causa da colheita de café. Já na década de 50 começaram a falar que Aricanduva tinha petróleo. Aí a Petrobras veio para cá e furou várias regiões, mas não achou nada porque o basalto da terra roxa, quando teve a erupção, queimou todas as reservas. Teve também uma boa expansão por conta da instalação da Nortox (empresa de defensivos agrícolas) no distrito em 1968”, afirmou.Foi a partir da chegada do trem e das possibilidades em transportes de cargas e pessoas, que Aricanduva começou a evoluir e construir os pilares do distrito. Foi construída em 1947 o Grupo Escolar Júlio Junqueira e, de 1955 até 1967, foi erguida pelos moradores da cidade a Igreja Matriz.
Que circulam por ruas, que como mais uma marca de suas origens, foram batizadas com nome de indígenas. Atualmente, Aricanduva tem escola, CMEI, posto de saúde e até mesmo uma subprefeitura.

## Demografia
Em 2020 Aricanduva tinha uma população de 2600 habitantes.ou seja 50% da população desde 1970.
| Ano  | População |
| ---- | --------- |
| 1942 | 23        |
| 1950 | 232       |
| 1960 | 928       |
| 1970 | 1023      |
| 1980 | 1243      |
| 1990 | 1625      |
| 2000 | 1927      |
| 2010 | 2234      |
| 2018 | 2602      |
| 2020 | 2632      |